# Marcus Suillius Nerullinus
Marcus Suillius Nerullinus war ein Politiker der römischen Kaiserzeit.
Suillius war ein Sohn des gefürchteten Anklägers Publius Suillius Rufus und der Stieftochter Ovids. Der Messalina-Anhänger Suillius Caesonianus war sein Bruder. Im Jahr 50 war Suillius ordentlicher Konsul. Nach der Verurteilung und Verbannung seines Vaters im Jahr 58 verhinderte Nero, dass auch Suillius selbst verurteilt wurde. Von der Losung um die Provinzstatthalterschaften scheint er aber ausgeschlossen worden zu sein. Erst im Jahre 69/70 wurde er Prokonsul der Provinz Asia. Sein Todesdatum ist unbekannt.